# Tainonia
Genre
Tainonia est un genre d'araignées aranéomorphes de la famille des Pholcidae.

## Distribution
Les espèces de ce genre sont endémiques d'Hispaniola.

## Liste des espèces
Selon World Spider Catalog (version 14.5, 2014) :
- Tainonia bayahibe Huber & Astrin, 2009
- Tainonia cienaga Huber & Astrin, 2009
- Tainonia samana Huber & Astrin, 2009
- Tainonia serripes (Simon, 1893)
- Tainonia visite Huber & Astrin, 2009

## Publication originale
- Huber, 2000 : New World pholcid spiders (Araneae: Pholcidae): A revision at generic level.Bulletin of the American Museum of Natural History, no 254, p. 1-348 (texte intégral).